# Мелура
Мелура (груз. მელურა) — село в Грузії.
За даними перепису населення 2014 року в селі проживає 28 особа.